# Омолодження рельєфу
Омолодження рельєфу (рос. омоложение рельефа, англ. rejuvenation of relief; нім. Reliefverjüngung f) — збільшення контрастності рельєфу, знівельованого раніше процесами денудації, внаслідок нового тектонічного підняття місцевості або зниження базису ерозії. 